# Ingeniero civil

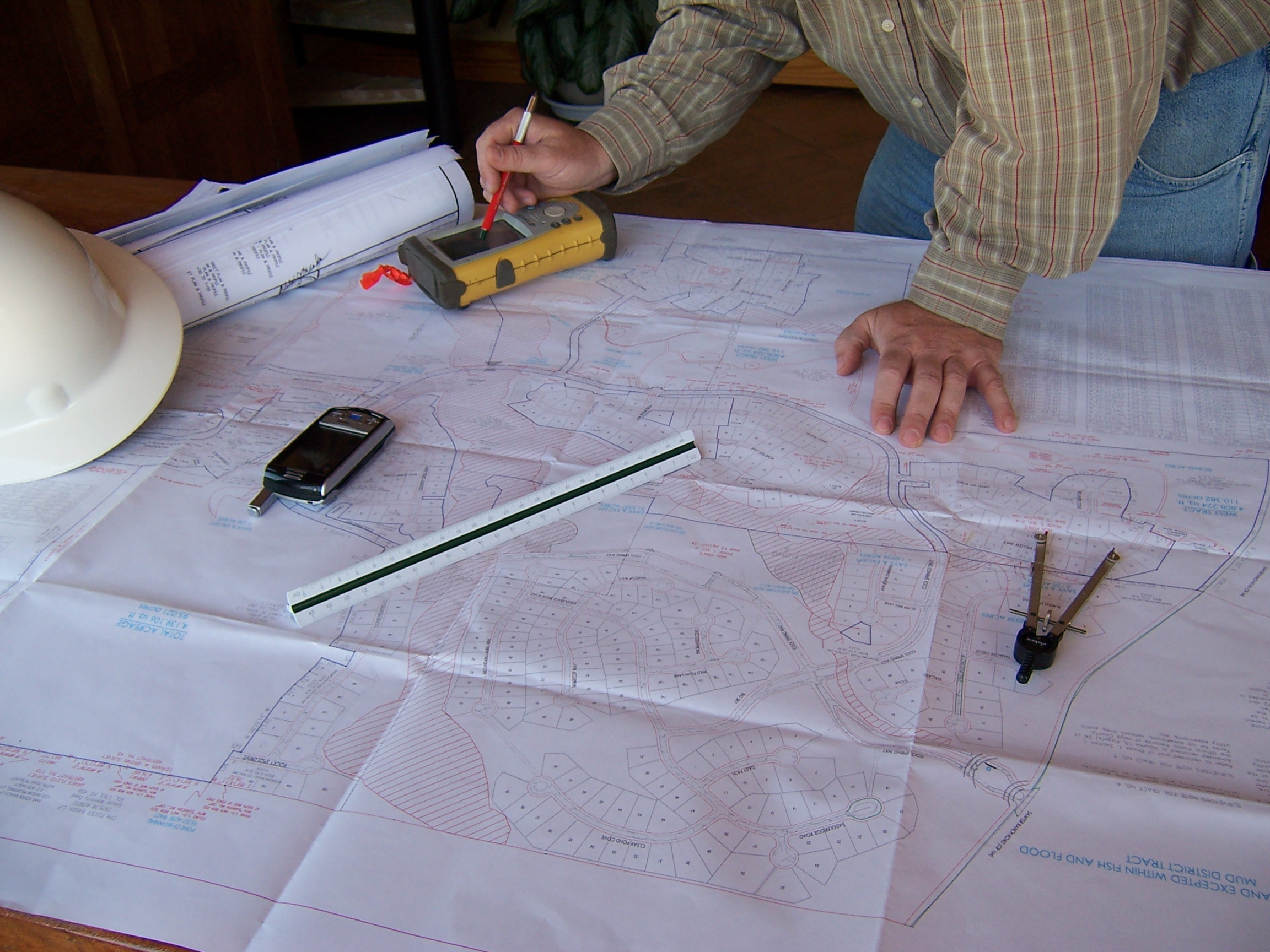
Se conoce como ingeniero civil a la persona que ejerce profesionalmente la ingeniería civil, una de las tres ramas generales en la actualidad de la ingeniería. Originalmente.

Se conoce como ingeniero civil a  la persona que ejerce profesionalmente la ingeniería civil, una de las tres ramas generales en la actualidad de la ingeniería. El término se aplicaba originalmente a los ingenieros que trabajaban en proyectos de obras públicas, en contraste con el ingeniero militar, que se dedicaba al armamento y a la defensa. Con el tiempo, varias ramas de la ingeniería se han diferenciado de la ingeniería civil,  ya sea como una especialización en un área específica de la misma o bien como una rama independiente como es el caso de la ingeniería química, la ingeniería mecánica y la ingeniería eléctrica, mientras que buena parte del trabajo de los ingenieros militares ha sido abordado por la propia ingeniería civil.
Actualmente la ingeniería se clasifica en tres grandes ramas según su funcionalidad o propósito: ingeniería civil, ingeniería industrial de producción o procesos, e ingeniería militar de fuerza y orden.

## Ingeniería Civil

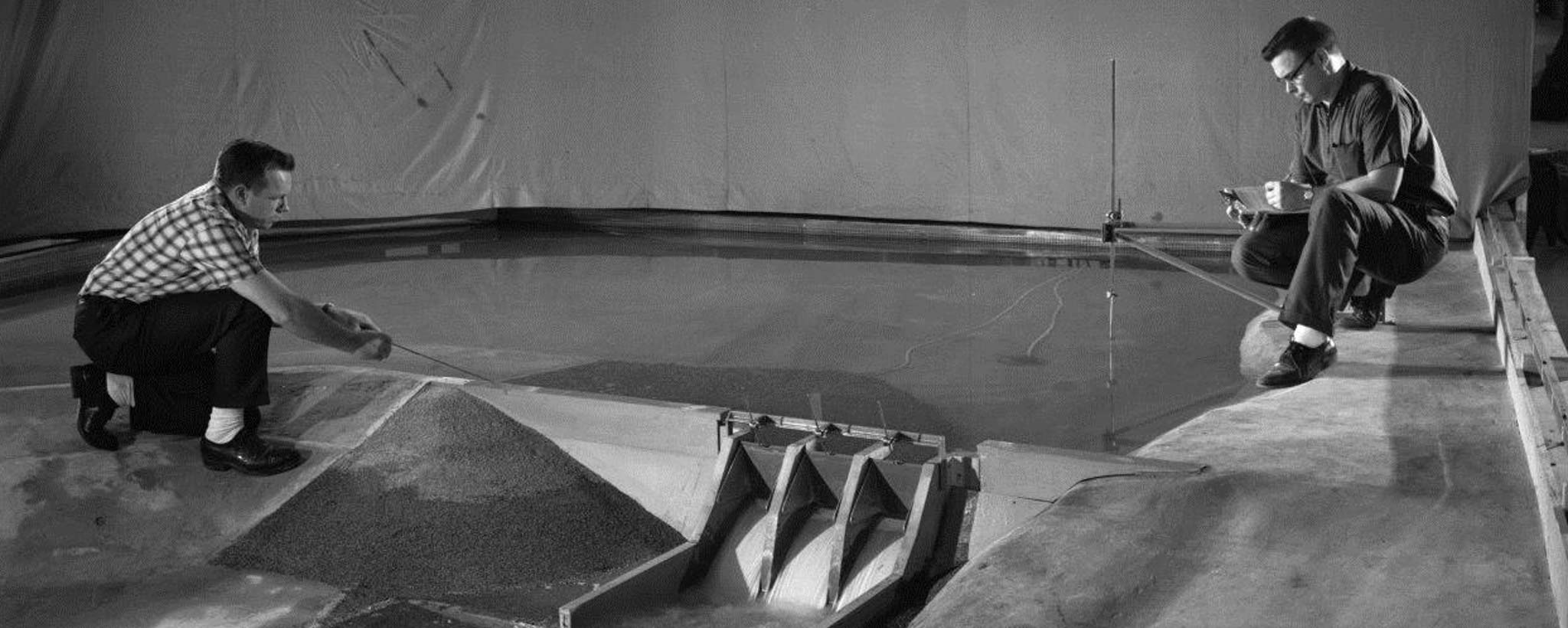
Ingenieros civiles de la Autoridad del Valle del Tennessee monitorean el flujo de agua en un modelo a escala de la presa Tellico.

Se caracterizan por tener una base científica y tecnológica. Cada una de estas Ingenierías tienen como tronco común las bases de la Ingeniería Civil: Estructuras, Construcción, Geotecnia, Hidráulica, Sanitaria, Ambiental, Transporte, así como también en Ciencias Básicas, Ciencias de la Ingeniería, Ingeniería Aplicada según especialidad, Ciencias Económicas, Administrativas y Humanidades.  
Todas ellas tienen en común su actuación en el Diseño, Proyección y Construcción de Edificios, Instalaciones, Equipos, Procesos y Productos propios de la Ingeniería Civil, además de los de su especialidad.
Algunas de las Ingenierías Civiles más tradicionales en la actualidad son: 
- Ingeniería Civil ( general, sin especialización)
- Ingeniería Civil en Agroindustrias
- Ingeniería Civil en Arquitectura
- Ingeniería Civil en Bioprocesos
- Ingeniería Civil en Construcción
- Ingeniería Civil en Electricidad
- Ingeniería Civil en Estructuras
- Ingeniería Civil en Geotecnia
- Ingeniería Civil en Hidráulica
- Ingeniería Civil en Industrias
- Ingeniería Civil en Informática
- Ingeniería Civil en Minas
- Ingeniería Civil en Obras Civiles
- Ingeniería Civil en Química
- Ingeniería Civil en Transporte
- Ingeniería Civil Aeroespacial
- Ingeniería Civil Agrícola
- Ingeniería Civil Ambiental
- Ingeniería Civil Mecánica
- Ingeniería Civil Metalúrgica
- Ingeniería Civil en Telecomunicaciones
- Ingeniería Civil Sanitaria

## Ingeniería Industrial de Procesos o Producción
Son Ingenierías de base Tecnológica, con una formación satisfactoria en Ciencias Básicas e Ingeniería Aplicada en cada una de las especialidades correspondientes, para el diseño y desarrollo de productos y procesos, propios de su especialidad. Su duración promedio es de 4 a 5 años. Las especialidades más comunes actualmente son:
- Ingeniería en Alimentos
- Ingeniería en Bioprocesos
- Ingeniería en Biotecnología
- Ingeniería Acuícola
- Ingeniería Acústica
- Ingeniería Agrícola
- Ingeniería agroindustrial
- Ingeniería Agropecuaria
- Ingeniería Bioquímica
- Ingeniería Eléctrica
- Ingeniería Forestal
- Ingeniería Hidráulica
- Ingeniería Industrial
- Ingeniería Informática
- Ingeniería Mecánica
- Ingeniería Química
- Ingeniería Sanitaría
- Ingeniería Ambiental

## Ingeniería Militar, Policial de Fuerzas y de Orden
La ingeniería militar es la rama de la ingeniería que da apoyo a las actividades de combate y logística de los ejércitos mediante un sistema MCP (Movilidad, Contramovilidad y Protección) construyendo puentes, campos minados, pasarelas, etc. Los ingenieros se encargan también de aumentar el poder defensivo por medio de construcciones o mejoramiento de estructuras de defensa. Además de sus misiones clásicas de apoyo en combate en situaciones de guerra, actúa en épocas de paz colaborando en la solución de problemas de infraestructura de índole nacional. De igual manera lo hace la Ingeniería Policial en el ámbito civil.
- Ingeniería Militar
- Ingeniería Militar Naval
- Ingeniería Militar en Sistemas
- Ingeniería Policial
- Ingeniería Policial en tránsito y transporte

## Titulación académica

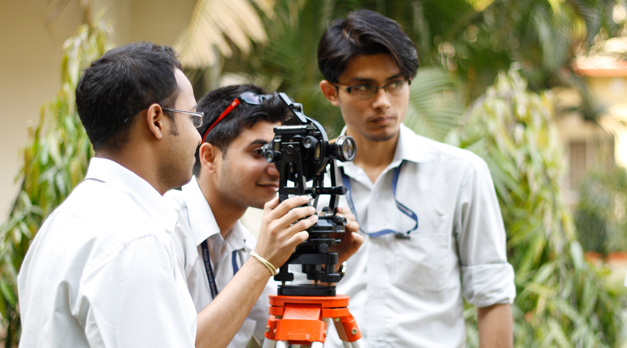
Estudiantes de ingeniería civil de la Universidad Assam Don Bosco, India, operando un teodolito.

Un ingeniero civil ha de tener, al menos, el título de grado en ingeniería civil otorgado por un centro de enseñanza superior.

## En los Estados Unidos
En los Estados Unidos, la mayoría de los ingenieros civiles ejercen diferentes especialidades de la ingeniería civil, como la ingeniería geotécnica, la ingeniería estructural, la ingeniería del transporte, la ingeniería hidráulica o la ingeniería ambiental. Los ingenieros civiles suelen ser contratados por las municipalidades, por las firmas constructoras, por las firmas de consultoría en ingeniería y por los gobiernos federal o estatales.
En algunos lugares, un ingeniero civil puede realizar la medición de los terrenos, así como la definición o rectificación de límites (agrimensura), mientras que en otros lugares se encuentra restringido solo a las mediciones pertinentes para alguna construcción, a menos que obtenga una calificación adicional.

## En Europa

### Bélgica
En Bélgica, un civil engineer (abreviado Ir) (ingénieur civil, en francés; Burgerlijk Ingenieur, en neerlandés) es un título profesional protegido legalmente que solo se puede aplicar a personas graduadas después de cinco años en la carrera de Ingeniería de una de las seis universidades o de la Real Academia Militar. Los ingenieros civiles pueden optar por cualquiera de los campos de la ingeniería como una especialidad, sea Arquitectura, Civil, Estructural, Eléctrica, Mecánica, Química, Electromagnética, en Informática, en Informática y Gestión, en Matemática Aplicada, Metalúrgica, de Minas, en Física, de Materiales, Politécnica y Biomédica. Este uso del título puede causar confusión a las personas de habla inglesa, dado que un ingeniero civil belga puede tener una especialidad diferente a la ingeniería civil.
La formación académica del ingeniero civil tiene una fuerte base matemática y científica, y su orientación es más teórica que la de un ingeniero industrial (ing.), el cual tiene una orientación más práctica y ha obtenido un grado en un programa académico de cuatro años de estudios en un politécnico. Tradicionalmente, los estudiantes que desean iniciar el programa de estudios de Ingeniería Civil deberán aprobar un examen inicial en Matemáticas. En 2004 la comunidad flamenca de Bélgica abolió este examen, pero en la comunidad francesa de ese país sigue realizándose.

### Países escandinavos
En los países escandinavos, algunas maestrías (en ciencias o en tecnología, principalmente) se consideran ingeniería civil (Civilingenjör, en sueco; Sivilingeniør en noruego; Civilingeniør, en danés). Esto si se gradúan de un instituto de tecnología. Al igual que en inglés, la palabra civil se utilizó originalmente para hacer la diferencia entre ingenieros civiles e ingenieros militares, dado que antes de que iniciara el siglo XIX sólo existían ingenieros militares, así que en etas lenguas el prefijo civil era, al igual que en español, la forma de distinguir a aquellos que habían estudiado en universidades regulares de sus contrapartes militares. A mediados del siglo XIX, antes de 1874, la acepción ingeniero civil se amplió, en sueco, para hacer referencia también a "una persona graduada de un instituto de tecnología". Hoy en día, esta profesión representa a todos los campos dentro de la ingeniería, como por ejemplo la ingeniería civil, las ciencias de la computación, la ingeniería electrónica, etc.
A pesar de que un diplomado en ingeniería (högskoleingenjör, diplomingenjör/mellaningenjör en sueco, høgskoleingeniør en noruego, diplomingeniør en danés) es equivalente a un grado de bachiller en Escandinavia, se requiere de hasta un año extra de estudios interdiciplinarios para llegar a ser ingeniero civil, y sería el equivalente de alcanzar una combinación entre un bachillerato en Ciencias y un máster en Ciencias. Esto se debe a que el sistema de educación superior en estos países no ha adoptado por completo el sistema de graduación estándar internacional, y considera a la ingeniería civil un grado profesional.
En un contexto internacional, un civilingenjör escandinavo se llamaría a sí mismo máster de Ciencias en Ingeniería y ocasionalmente usaría un anillo de graduación de ingeniería, posiblemente inspirado en el anillo de hierro canadiense.
En Noruega, el título Sivilingeniør dejó de utilizarse en 2007 y, en su lugar, comenzó a utilizarse el título Master i teknologi, que puede traducirse en español como "maestro en Tecnología". Por otra parte, se eliminó el año extra de estudios, con lo que los grados académicos noruegos se equiparan con sus contrapartes internacionales.

### España
En España no existió hasta 2010 la denominación académica de ingeniero civil, como tal. Existían dos titulaciones dentro del ámbito de la ingeniería civil: la Ingeniería Técnica de Obras Públicas y la Ingeniería de Caminos, Canales y Puertos, que daban acceso a las correspondientes profesiones homónimas.
A partir de la incorporación de España al Espacio Europeo de Educación Superior, en 2010, las universidades españolas ofrecen estudios de grado con la denominación de Ingeniería Civil, Ingeniería de Obras Públicas o similares denominaciones, que dan acceso, temporalmente, hasta la publicación de la ley de atribuciones, a la profesión regulada de ingeniero técnico de obras públicas, así como diferentes títulos de Máster Universitario, entre los que se encuentra el máster en Ingeniería de Caminos, Canales y Puertos, que habilita para dicha profesión regulada en España.

## En América del Sur

### Chile
En Chile, por razones históricas ligadas a cambios realizados en la Universidad de Chile en 1945, el título de ingeniería civil se utiliza como prefijo para diferenciar a todas las ingenierías de base científica de 12 semestres académicos de duración de aquellas de base tecnológicas de 8 a 10 semestres de estudio. 
INGENIERIAS EN CHILE
La ingeniera en Chile es una profesión orientada hacia la aplicación competente de un cuerpo distintivo de conocimientos, basado en las matemáticas, las ciencias naturales y la tecnología, integrado con la gestión empresarial, que se adquiere mediante la educación y formación profesional en una o más especialidades del ámbito de la ingeniería.  La ingeniería está orientada hacia el desarrollo, provisión y mantenimiento de infraestructura, bienes y servicios para la industria y la comunidad. 
De acuerdo a su base formativa en Chile, se clasifican las ingenierías en dos tipos: Ingenierías de base Tecnológica con una duración de 8 a 10 semestres de estudio, e Ingenierías de Base Científica, con una duración de 10 a 12 semestres, donde previamente se requiere la obtención del grado de "Licenciado en Ciencias de la Ingeniería", como ocurre con las Ingenierías Civiles y todas sus especializaciones.
De acuerdo a esto el Colegio de Ingenieros de Chile , Establece que para ser miembro activo de esta asociación gremial y reconocido como Ingeniero Civil,  La formación del profesional debe cumplir con lo siguiente: 
CAPITULO III – TITULOS DE INGENIEROS CIVILES
Art.12 La ingeniería civil es una profesión sustentada en una formación con una fuerte base científica, orientada hacia la aplicación competente de un cuerpo distintivo de conocimientos, basado en las matemáticas, las ciencias naturales y la tecnología, integrado con la gestión empresarial, que se adquiere mediante la educación y formación profesional en una o más especialidades del ámbito de la ingeniería. La ingeniería está orientada hacia el desarrollo, provisión y mantenimiento de infraestructura, bienes y servicios para la industria y la comunidad.
Art.13 De acuerdo con lo estipulado en el artículo 12° del Decreto con Fuerza de Ley N.º 1 del Ministerio de Educación, promulgado el 30 de diciembre de 1980 que establece las normas sobre naturaleza, organización y funcionamiento de las universidades chilenas, los poseedores del título de ingeniero civil requieren haber obtenido previamente en alguna universidad chilena reconocida por el Estado el grado académico de licenciado en Ciencias de la Ingeniería, sin mención de especialidad o de cualquier otra expresión que produzca una restricción sobre la amplitud de la licenciatura indicada por la ley. El Colegio entiende que ello se logra con un programa de estudios con una fuerte base científica y con una orientación hacia el diseño, la gestión y la producción.
El grado académico de Licenciatura en Ciencias de la Ingeniería es el que se otorga al alumno de una universidad que ha aprobado un programa de estudios que comprende todos los aspectos esenciales del conocimiento relacionado con la Ingeniería con base científica, esto es, los estudios de las Ciencias Básicas y de las Ciencias de la Ingeniería.
Además, el programa de estudio de las carreras de ingeniería civil debe incluir las materias o disciplinas de la Ingeniería Aplicada de cada especialidad, con un grado suficiente de profundidad para permitir al Ingeniero Civil iniciar el ejercicio de su profesión en forma idónea. Forma parte de la Ingeniería Aplicada la preparación del proyecto o memoria de titulación.
El Colegio considera que para cumplir estos objetivos, los planes de educación superior deben tener una duración total que incluya entre 3200 y 3.600 Horas Lectivas, unas 500 Horas de Práctica e incluir una memoria, trabajo o proyecto de titulación, o bien la exigencia de la aprobación de un examen de grado. La duración total de las carreras de ingeniería civil dependerá del nivel de preparación en las ciencias básicas con que se ingresa a las carreras, y de la amplitud y profundidad de los conocimientos y práctica profesional que exige el perfil profesional de cada especialidad.
Considerando que el título de Ingeniero Civil, cualquiera sea su especialidad, requiere el grado académico de Licenciatura en Ciencias de la Ingeniería, él debe ser otorgado por una Facultad o Escuela de Ingeniería, o sus equivalentes.
Art.14 Para los efectos de establecer la equivalencia entre títulos profesionales de Ingenieros otorgados por instituciones de educación superior extranjeras respecto al título de Ingeniero Civil que otorgan las universidades chilenas, el Colegio exigirá que la formación en Ciencias Básicas y Ciencias de la Ingeniería esté soportada por un programa de estudios de educación superior con un contenido semejante al que se requiere para tener la Licenciatura en Ciencias de la Ingeniería y que el plan de estudios tenga un contenido en materias de la especialidad con un alcance y profundidad similar al que se exige en las universidades chilenas.
Art.15 Ciencias Básicas.
Los programas de estudios de los Ingenieros Civiles en las universidades chilenas, cualquiera sea su especialidad o mención, deben desarrollar en el graduado conocimientos y comprensión de las Ciencias Básicas, que corresponden al tratamiento de las matemáticas, la física, la química y otras materias que sustentan una amplia gama de disciplinas de la ingeniería. Los objetivos de esta área son:
• Contribuir a la formación del pensamiento lógico- deductivo.
• Proporcionar a los graduados los fundamentos que les permitan enfrentar con éxito problemas que requieren de capacidad analítica e innovación, y,
• Proporcionar la preparación suficiente para actualizar y profundizar sus conocimientos.
La extensión de los estudios de las Ciencias Básicas debe alcanzar a lo menos a 1000 Horas Lectivas más los tiempos de los cursos de nivelación que cada universidad diseñe para contribuir a tener una mayor eficiencia al inicio del proceso de la enseñanza de las Ciencias Básicas.
Art.16 Ciencias de la Ingeniería.
Corresponde al tratamiento científico de disciplinas relativas a los materiales, las energías, sistemas y procesos, con el objeto de entregar la base conceptual y las herramientas de análisis para el área de Ingeniería Aplicada.
Específicamente, los programas de estudio conducentes al título de Ingeniero Civil, deben tener un contenido que incluya las disciplinas generales de la ingeniería, como Ciencia y Tecnología de los Materiales, Mecánica de Sólidos y Resistencia de Materiales (Teoría y Experimentación), Mecánica de Fluidos y Máquinas Hidráulicas (Teoría y Experimentación), Termodinámica y utilización de la energía del calor (Teoría y Experimentación), Electrotecnia, Electrónica y Máquinas Eléctricas (Teoría y Experimentación), Computación y Sistemas de Información, Investigación de Operaciones con Programación Lineal y Dinámica, Ingeniería Ambiental, Ingeniería Económica y Financiera, Planificación y Administración de Proyectos, principalmente.
La extensión de los estudios de las Ciencias de la Ingeniería, debe alcanzar a unas 1000 Horas Lectivas.
Art.17 Ingeniería Aplicada.
Incluye los elementos fundamentales de la ingeniería que permitan al graduado tener un conocimiento de las disciplinas propias de cada especialidad, comprendiendo las metodologías, normas y prácticas para los análisis, estudios y diseños, de manera de quedar habilitado para el ejercicio profesional en la respectiva especialidad.
Los planes de estudios de las distintas especialidades deben tener una amplitud y un nivel suficientes para participar en forma competente en la planificación, diseño y administración de proyectos de infraestructura, procesos productivos, proyectos multidisciplinarios o investigaciones.
Es requisito principal para los programas de estudios tener talleres de diseño en las respectivas especialidades que permitan conocer, comprender y aplicar los métodos, normas de cálculo, regulaciones legales y en general los estándares actualizados aplicables a cada especialidad.
Art.18 Ciencias Sociales y Humanidades.
El Colegio recomienda que los programas de estudios contemplen los fundamentos y metodologías que permitan efectivamente desarrollar la actividad de la ingeniería en un contexto empresarial, facilitar la comprensión del mundo globalizado, las restricciones impuestas por las finanzas, la legislación, la ética y trabajar con responsabilidad social.
Art.19 Cursos Electivos.
El Colegio recomienda que los programas de estudios contemplen cursos electivos que tengan como objetivo complementar la formación profesional, con materias no contempladas en las otras áreas de formación o acentuar la formación en disciplinas que le sean de interés a cada estudiante, en el ámbito de cada especialidad.
PERFIL PROFESIONAL DE LOS INGENIEROS CIVILES EN CHILE
La Ley Chilena 12.851, publicada en el diario oficial de 1958, Faculta al Ingeniero Civil cualquiera sea su especialidad, según lo estipulado en el artículo 32, para:
"Estudiar, proyectar, planear, calcular, dirigir, supervigilar y realizar la construcción de las obras materiales que se rigen por la ciencia o la técnica que aplica la ingeniería, aprobarlas y recibirlas; Vigilar y atender el funcionamiento de las mismas obras y administrarlas o explotarlas, cuando el reglamento de la presente ley así lo exija; Transformar la substancia y la energía, y Desempeñar los cargos de asesor, consultor y director técnico en empresas o reparticiones públicas o privadas."
También en Chile, el profesional, Ingeniero Civil, está facultado para proyectar edificios destinados a las industrias manufacturera, agrícola Agroindustrial, Minera, Metalúrgica y las obras sanitarias. ( Ley 12.851, art 32).
Perfil Profesional de un Ingeniero Civil
- Gerenciar, Dirigir y Operar.
- Diseñar, Proyectar, Planear, Calcular, Dirigir, Supervigilar y Construir: Edificios, Plantas, Naves, Instalaciones, Redes de Fluidos y Eléctricas, Máquinas y equipos .
- Asesorar técnicamente a grandes, medianas y pequeñas empresas del sector público y privado.
- Formular y evaluar proyectos.
- Diseñar, planear y optimizar productos y procesos de producción, transformación y de mercadeo.
- Gestionar e implementar sistemas de control de calidad.
- Gestionar créditos y financiamientos en instituciones bancaria y evaluar proyectos
- Vender insumos y equipos en empresas provedoras según su especialidad
- Investigar y realizar Docencia en el ámbito de la Ingeniería Civil y Especialidades.
- Referencias

1. ↑  Svenska Akademiens ordbok - SAOB
2. ↑  «BOE-A-2009-2738».
3. ↑  Hitos de la Facultad de Ciencias Físicas y Matemáticas de la Universidad de Chile
4. ↑  «Estatutos Colegio de Ingenieros de Chile».